# Муласен
Муласен (шп. Mulhacén) је највиши врх  венца Сијера Неваде и Пиринејског полуострва, са надморском висином од 3 479 m (11 414 стопа). Налази се у јужном делу Шпаније. 
Добио је име по Абу'л-Хасану Алију, на шпанском познатом као Мулеј Асену (шп. Muley Hacén), претпоследњем муслиманском краљу Гранаде (XV век). Према легенди, он је сахрањен на врху планине. 
Муласен је трећи по висини врх у западној Европи, након Мон Блана и Етне, односно 64. у свету.
Северна страна му је стрмија од јужне.